# La gatta (miniserie televisiva 1978)
La gatta è uno sceneggiato televisivo trasmesso per la prima volta dalla RAI nel 1978 per la regia di Leandro Castellani. Andò in onda sulla Rete 2 (l'attuale Rai 2), per tre mercoledì consecutivi: l'11, il 18 ed il 25 ottobre del 1978. La storia è liberamente ispirata alla reale vicenda di Mathilde Carré, spia francese durante la seconda guerra mondiale. I diritti per la trasmissione furono in seguito acquistati anche da alcune emittenti estere.

## Trama

### Prima puntata
Tolosa, autunno 1940. In seguito all'occupazione nazista e alla formazione della Repubblica di Vichy, sul territorio francese si cominciano a mobilitare alcune primitive organizzazioni di resistenza. È in questo contesto che Roman Czerniawski, un maggiore dell'aviazione polacca, aggancia fuori da un ristorante Mathilde Carré, giovane e graziosa infermiera parigina separata dal marito Maurizio. Roman, che lavora per i servizi segreti polacchi (in collaborazione con l'intelligence britannica), mira a costituire una rete spionistica nella Francia occupata dai tedeschi e chiede a Mathilde di unirsi a lui. La donna, animata da un forte desiderio di liberare la sua nazione dagli invasori, accetta convintamente la proposta.
A Parigi, Roman e Mathilde, che assumono i nomi in codice di "Armand" e "la gatta", usano come base d'appoggio la casa della mamma di Mathilde e affittato un piccolo appartamento che utilizzano come base, fondano una piccola organizzazione denominata "Interalleata" con un ristretto numero di collaboratori: i giovani coniugi Mireille e Boby, il chimico "zio Marco", Kiki, Coco, il giornalista René, i radiotelegrafisti Marcel e Mono. Al gruppetto si aggiungono poco dopo la civettuola amante di Mono, Moustique, e la donna di Roman, Renée detta "Violette" che si occupa di decifrare i codici.
I nuovi acquisti tuttavia portano scompiglio nell'Interalleata: Moustique mette zizzania tra gli uomini e punta a prendere il posto della gatta; Violette, invece, antepone i lussi della vita della capitale alle attività di spionaggio e si mostra molto ostile verso la gatta perché gelosa del suo rapporto con Roman. Mathilde intanto intreccia una relazione sentimentale con il belga André, che cerca di convincerla ad allentare i ritmi frenetici che la vita da spia le impone.
L'Interalleata amplia il suo raggio d'azione e coordinandosi con gli inglesi passa importanti informazioni tattiche ai partigiani; le sue attività vanno avanti per oltre un anno. Nel novembre del 1941, l'ufficiale dell'Abwehr Hugo Bleicher riesce a catturare Kiki e, dopo averlo torturato, gli estorce il nome di Armand. Recatosi in casa di Roman per arrestarlo, Bleicher trova l'uomo a letto con Violette, la quale pur di discolparsi indica come unica responsabile dell'organizzazione la gatta. Mathilde viene così arrestata dai tedeschi.

### Seconda puntata
Dietro minaccia di fucilazione immediata, Mathilde accetta di collaborare con Bleicher. Il gerarca intende smantellare l'Interalleata (che è divenuta una forza con centinaia di collaboratori) ed intende sfruttare la gatta come esca per arrestare tutti i membri dell'organizzazione. La donna non ha altra possibilità, così uno dopo l'altro, tutti i suoi compagni cadono nella rete: Duvernois, l'ufficiale che funge da base a Vichy; Mireille, che viene incarcerata per sette mesi; Boby, che finisce a Mauthausen, ove morirà poco dopo la liberazione da parte degli americani; Coco, René e zio Marco, anche loro torturati per estorcere informazioni e deportati nel campo di concentramento.
Ben presto Mathilde diviene, oltre che una collaborazionista, l'amante di Bleicher. Presentatosi a pranzo a casa dei genitori della gatta come un ufficiale della Gestapo, Bleicher ottiene lo sdegno e il rifiuto a collaborare da parte della madre di Mathilde. Dopo aver demolito l'Interalleata e arrestato gran parte dei suoi confederati (solo Mono e Moustique riusciranno a sfuggire), Bleicher comunica a Mathilde che intende ricostituire un'organizzazione di facciata, Radio Vittoria, che si occupi di trasmettere informazioni false agli inglesi. Mathilde si vede costretta a prendervi parte insieme a Marcel, che collabora per non finire in carcere, e Violette, divenuta nel frattempo l'amante di un ufficiale nazista. Le attività procedono per alcuni mesi, tra arresti e sabotaggi.
Una mattina Mathilde viene fermata per strada da un uomo, che afferma di conoscere il suo nome di battaglia e le dà appuntamento in un bar per il giorno seguente. "Lucas", questo il suo nome in codice, è un francese che lavora come spia per lo Special Operations Executive e propone a Mathilde di collaborare con lui e con il suo amico Benny, unendosi di fatto ai servizi segreti inglesi. Bleicher, che è seduto dietro di loro, ascolta tutta la conversazione.

### Terza puntata
Bleicher impone a Mathilde di offrire la propria falsa collaborazione a Lucas. Quest'ultimo chiede alla donna di inviare per conto suo una comunicazione ai britannici, essendo rimasto isolato dopo la morte del suo telegrafista. Poche settimane dopo, notando delle stranezze nel comportamento della gatta, Lucas la spinge a svelargli la verità sul suo rapporto con Bleicher e la donna accetta di cooperare con i britannici.
Mathilde convince i nazisti a mandarla in Inghilterra insieme a Lucas per raccogliere informazioni sull'intelligence d'oltremanica. In realtà la donna ha promesso a Lucas che una volta sbarcata collaborerà con i servizi segreti britannici raccontando loro tutti i segreti che ha scoperto nei mesi di cooperazione con Bleicher. La fuga viene coperta dai nazisti, che fingono di non trovare i fuggiaschi; la gatta riesce a far scappare anche Benny, che i tedeschi vogliono fucilare per sfoggiare il loro potere agli occhi degli inglesi.
A Londra Mathilde viene protetta dagli inglesi e racconta loro tutto ciò che sa dei tedeschi. Rientrato in Francia, Lucas viene catturato da Bleicher e gli racconta che la gatta sta continuando a lavorare per i tedeschi, mettendola così in salvo. Gli inglesi intanto, non potendo più contare su Lucas, prigioniero dei nazisti, decidono di disfarsi anche della gatta, ormai inutile ai loro scopi. Il colonnello Buckmaster convince il maggiore Boddington a risparmiarle la vita ma non può evitarle la galera. A giugno del 1942 Mathilde viene arrestata e trascorre i successivi tre anni in carcere.
Rientrata in patria dopo la fine della guerra, la gatta viene arrestata anche dai francesi ed incarcerata per altri quattro anni, finché nel 1949 viene istruito un processo a suo carico. Durante l'udienza, Mathilde vede sfilare tutti quelli che ha tradito collaborando coi tedeschi: i militari di Vichy, Achard e Duvernois, decidono di difenderla nonostante tutto; sua madre, in lacrime, la colpevolizza per aver collaborato coi nazisti, ricevendo come risposta dal pubblico ministero un aspro biasimo per aver ricevuto in casa sua Hugo Bleicher; Violette, ormai gravemente malata e ridotta in sedia a rotelle, continua a mostrare rancore verso di lei addossandole tutte le colpe, senza che nessuno le ricordi di essere stata lei a metterla nelle mani di Bleicher; René esprime contro di lei solo parole di sdegno; Mireille non le perdona il tradimento; Marcel avvalora le accuse contro di lei e per renderle più credibili afferma falsamente di essere stato il suo amante; Lucas afferma di non poter rivelare nulla essendo tenuto al segreto con l'Inghilterra. Bleicher, Roman, zio Marco, Mono e Moustique non si presentano in aula. Cinque giorni dopo, il pubblico ministero chiede nella sua requisitoria la pena capitale per alto tradimento.
Ai microfoni dei giornalisti che stanno girando un documentario sulla sua storia, una Mathilde ormai anziana racconta l'epilogo della vicenda: Roman, passato ai tedeschi, riuscì con la collaborazione di Bleicher ad emigrare in Inghilterra, dove divenne generale della RAF. Alla gatta venne inflitta la pena di morte, commutata in ergastolo qualche mese più tardi. Nel 1954, dopo dodici anni di detenzione, Mathilde Carré ottiene la grazia dal Presidente della Repubblica francese Vincent Auriol.